# Dead Space
Dead Space ist ein Serienuniversum, das von Glen Schofield und Visceral Games entwickelt wurde.
Im Kern der Serie stehen der Third-Person-Shooter Dead Space zusammen mit den Nachfolgern Dead Space 2 und Dead Space 3. Sie beinhaltet weiterhin zwei Filme und einige Comics. Die erste Veröffentlichung zur Serie fand im Jahr 2008 statt und wurde trotz mangelnden kommerziellen Erfolgs von Kritikern hoch gelobt. Ein erstes Sequel erschien mit Dead Space 2 Anfang 2011, der dritte Teil der Serie folgte im Februar 2013.
Jede Veröffentlichung in der Dead-Space-Serie ist eine Fortführung oder Ergänzung der Haupthandlung, welche mit dem ersten Teil beginnt.

## Veröffentlichungen

### Videospiele
Dead Space, das erste Spiel der Serie, ist ein Third-Person-Shooter aus dem Survival-Horror-Genre in einem Science-Fiction-Szenario. Es wird als eines der innovativsten Spiele des Jahres 2008 angesehen. Das Spiel erreichte Wertungen von durchschnittlich 86 %.
In Deutschland wurde Dead Space 2 im Appellationsverfahren von der USK geprüft und kam daher am 24. Februar 2011 offiziell auf den Markt. Der internationale Veröffentlichungstermin war der 25. Januar 2011. Das Spiel erreichte wie der Vorgänger Wertungen von durchschnittlich 90 %.
Zeitgleich erschien eine Version für Smartphones, deren Handlung zwischen den beiden Spielen der Hauptreihe angesiedelt ist.
Der dritte Teil Dead Space 3 erschien in Deutschland am 8. Februar 2013.
Dead Space: Extraction erschien für Nintendo Wii und PlayStation 3.
Ein weiteres Spiel der Reihe heißt Dead Space: Ignition.
Im Juli 2021 kündigte Electronic Arts ein gleichnamiges Remake des ersten Teils an, auf Basis ihrer Frostbite-Engine.

## Szenario
Die Dead-Space-Serie ist im frühen 26. Jahrhundert angelegt und beginnt im Jahr 2508. Die Rohstoffe der Erde und des Sonnensystems sind aufgebraucht. Die Menschheit findet die Lösung ihrer Probleme im Bau großer Bergbauschiffe. Das bekannteste und größte ist die USG Ishimura, welche der Hauptschauplatz des ersten Spieles und zu diesem Zeitpunkt bereits 60 Jahre alt ist.
Die Serie bedient sich klassischer Science-Fiction-Elemente wie künstlicher Schwerkraft und Überlichtantrieben. Als Hintergrund dient die Idee einer verbrauchten Zukunft, welche insbesondere durch die Tatsache, dass die Story auf Bergbauschiffen und Bergbaukolonien spielt, intensiviert wird.
Im Zentrum der Serie steht eine außerirdische Invasion, welche durch Artefakte (die sogenannten Marker) vorangetrieben wird.

### Gesellschaft
Die Zivilisation in ihrem soziokulturellen Ausmaß wurde in Dead Space bisher nur am Rande beleuchtet.

### Unitology
Ein großer Teil der Bevölkerung besteht aus Anhängern der Unitology-Religion, welche im Jahr 2215 von Michael Altman unfreiwillig gegründet wurde. Sieben Jahre zuvor war auf der Halbinsel Yucatán im Karibischen Meer ein Meteoriteneinschlag verzeichnet worden. Dieser Meteorit erwies sich als ein Artefakt (der „schwarze Marker“), welches als extraterrestrisch angesehen wird. Das Artefakt manipulierte alle, mit denen es in Kontakt geriet, mit Ausnahme des Wissenschaftlers Michael Altman, der gegen dieses Artefakt eingestellt war. Allerdings stellte Craig Markoff, der auch vom Artefakt manipuliert wurde, Altman gegen dessen Willen als Prophet für Unitology dar.
Anfangs wurde Unitology noch als wissenschaftliche Ideologie angesehen, veränderte sich jedoch, nachdem Michael Altman der Manipulation durch den Marker erlegen war, zu einer religiösen Gemeinschaft mit einer strengen Doktrin. Nach dem Tod Altmans am 15. März 2215 durch einen von Craig Markoff erschaffenen Brute begann Unitology stark zu wachsen und hatte binnen kürzester Zeit über eine Million Mitglieder.

### Regierung
Wie in den meisten im Weltraum angesiedelten Science-Fiction-Veröffentlichungen steht die Erde unter der Kontrolle einer Zentralregierung. Obwohl einige größere Kolonien teilweise autark sind, stehen sie doch unter der Kontrolle jener Zentralregierung und können als heteronom eingeschätzt werden.

## Umsetzungen für andere Medien

### Comics
Electronic Arts und Image Comics haben eine Comic-Buch-Reihe, basierend auf dem Spiel am 21. Februar 2008 angekündigt. Es sind sechs Bände erschienen, die von Ben Templesmith illustriert und von Antony Johnston geschrieben wurden.  Die Vorgeschichte zum Spiel erzählt die Ereignisse auf Aegis VII, dem Planeten, der von der Ishimura bearbeitet wird. Die Minenarbeiter fördern ein altes Artefakt zu Tage, das „Der Marker“ genannt wird und schon bald beginnt, alle in der Kolonie zu beeinflussen. Der erste Band (Issue #1) wurde am 3. März 2008 veröffentlicht.

### Filme
Zu dem Spiel existiert ein 74-minütiger Animationsfilm Dead Space: Downfall, der in einer Mischung aus Zeichentrick und Computeranimation gehalten ist und im Animationsstudio Film Roman entstand. Der Film wurde zunächst nur der Limited Edition beigelegt, war später aber ebenfalls einzeln erhältlich. Der Film ist zeitlich zwischen den Comics, die vor der Veröffentlichung des Spiels herausgegeben wurden, und dem Hauptspiel angesiedelt. Es wird erzählt, wie das Virus auf die Ishimura kommt und wie die Necromorphs die Ishimura übernehmen. Der Film wurde von Film Roman entwickelt und am 28. Oktober 2008 veröffentlicht.
Auch für Dead Space 2 wurde von Film Roman ein Spielfilm produziert. Er trägt den Titel Dead Space: Aftermath und ist seit dem 27. Januar 2011 im deutschen Handel auf Blu-Ray und DVD erhältlich. Inhaltlich dreht sich der Film um einige Crewmitglieder des Forschungsschiffes USG O’Bannon, die zu Verhörzwecken auf ein unbekanntes Kriegsschiff gebracht werden. Die O’Bannon hatte die Aufgabe die Vorfälle auf dem Planeten Aegis VII näher zu untersuchen, wobei das Schiff ebenso wie vorher die Ishimura von Necromorphen überrannt wurde. Der Name des Forschungsschiffes ist eine Anlehnung an den bekannten Drehbuchautor Dan O’Bannon.
Des Weiteren setzte sich EA schon mit diversen Produktionsfirmen in Verbindung um über einen Dead-Space-Kinofilm zu reden. Eine Umsetzung fand noch nicht statt.

### Romane
- Dead Space: Märtyrer von B. K. Evenson, Panini Verlag, 2011, ISBN 978-3-8332-2242-9
- Dead Space: Katalysator von B. K. Evenson, Panini Verlag, 2013, ISBN 978-3-8332-2613-7